# Namık Kemal Ersun
Namık Kemal Ersun (* 1915 in Istanbul; † 31. Dezember 1988 ebenda) war ein General der türkischen Streitkräfte (Türk Silahlı Kuvvetleri), der unter anderem zwischen 1975 und 1976 Generalsekretär des Nationalen Sicherheitsrates (Millî Güvenlik Kurulu) sowie von 1976 bis 1977 Kommandeur des Heeres (Türk Kara Kuvvetleri) war.

## Leben
Ersun trat nach dem Besuch der Kadettenanstalt (Askeri Lise) in Işıklar 1932 in die Heeresschule (Harp Okulu) ein, die er 1935 als Fähnrich (Asteğmen) abschloss. Nach dem Abschluss der Artillerieschule 1937 fand er Verwendung in verschiedenen Artillerieverbänden, ehe er schließlich selbst Batteriechef wurde. 1941 begann er seine Ausbildung an der Heeresakademie (Harp Akademisi), die er 1944 abschloss. In der Folgezeit diente er bis 1962 als Offizier und Stabsoffizier in zahlreichen Einheiten wie zum Beispiel auch in Afghanistan.
1962 wurde Ersun zum Brigadegeneral (Tuğgeneral) befördert und war zunächst stellvertretender Befehlshaber der 33. Infanteriedivision sowie anschließend von 1963 bis 1964 stellvertretender Kommandeur der Heeresschule. Nach seiner Beförderung zum Generalmajor (Tümgeneral) fungierte er zwischen 1964 und 1967 als Kommandeur der Heeresschule.
Nachdem Ersun 1967 zum Generalleutnant (Korgeneral) befördert worden war, übernahm er anfangs die Funktion als Kommandierender General des Ausbildungskorps (Eğitim Kolordu) und war danach Vorsitzender der Militärhistorischen Kommission beim Generalstab. 1972 erfolgte seine Beförderung zum General (Orgeneral) sowie Ernennung zum Kriegsrechts-Administrator (Sıkıyönetim Komutanı) in Ankara und Mitglied des Obersten Militärrates. Am 28. August 1974 wurde er als Nachfolger von General Hamza Gürgüç Oberkommandierender der 3. Armee und übte diese Funktion bis zu seiner Ablösung durch General Ali Fethi Esener am 29. März 1976 aus. Zugleich wurde er am 24. August 1975 Nachfolger von General Nahit Özgür als Generalsekretär des Nationalen Sicherheitsrates (Millî Güvenlik Kurulu) und verblieb auf diesem Posten bis zu seiner Ablösung durch General Nurettin Ersin am 5. Januar 1976.
Zuletzt wurde General Ersun am 29. März 1976 zum Kommandeur des Heeres (Türk Kara Kuvvetleri) ernannt und damit zum Nachfolger von General Eşref Akıncı. Dieses Amt als Oberkommandierender der Landstreitkräfte übte er bis zu seiner Versetzung in den Ruhestand am 1. Juni 1977 aus und wurde danach von General Semih Sancar abgelöst.
Nach seinem Tode wurde Ersun, der Vater zweier Kinder war, auf dem Silivrikapı-Friedhof (Silivrikapı Mezarlığı) von Istanbul beigesetzt.